# Пожежне відро

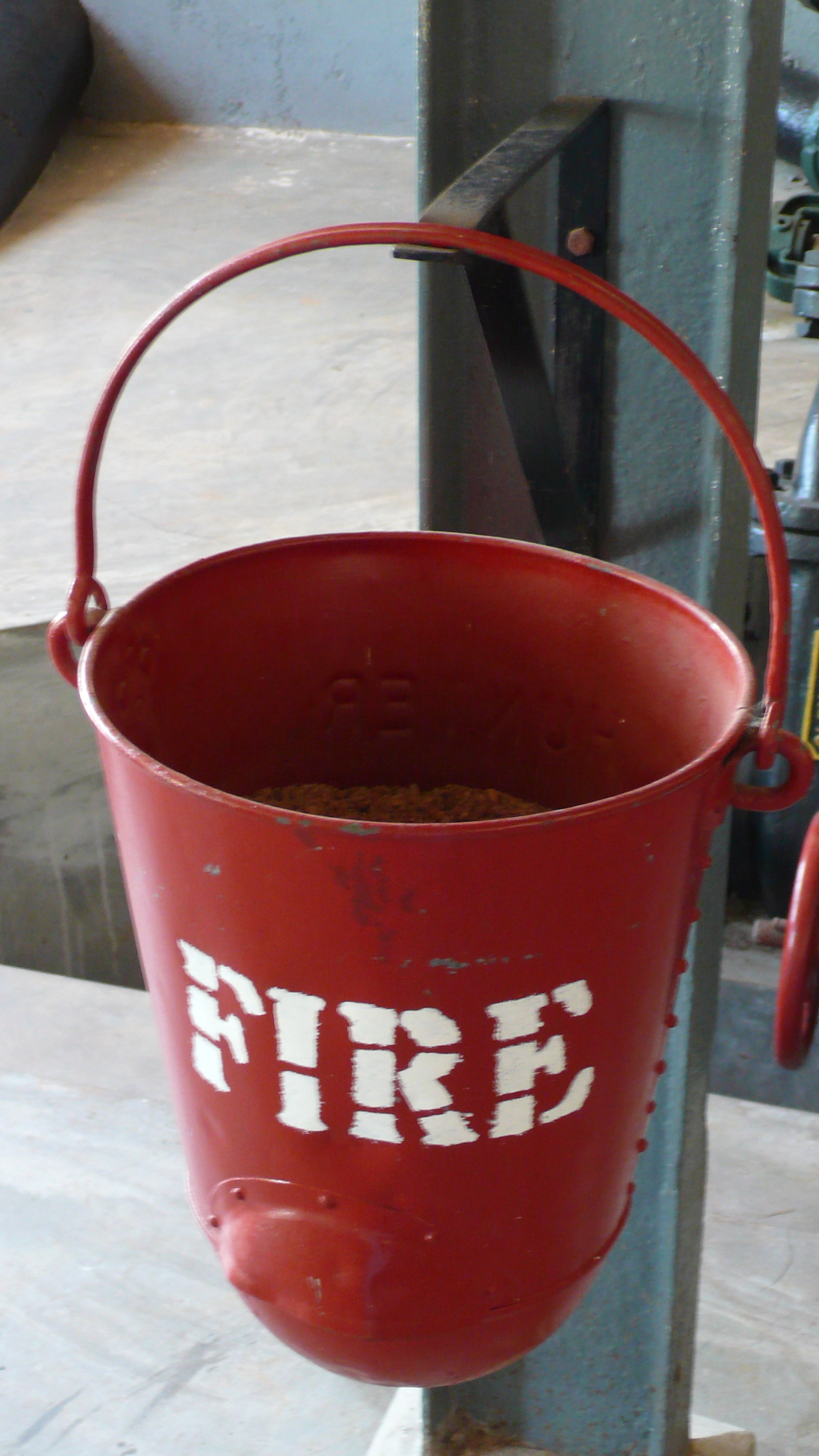
Пожежне відро з півкулястим дном

Поже́жне відро́ — засіб пожежогасіння, складова протипожежного обладнання, призначене для заливання водою вогню. Пожежні відра входять у комплект пожежних щитів і стендів, можуть бути як характерної конічної форми, так і у традиційній формі зрізаного конуса.

## Історія і сучасність
Відра застосовуються для гасіння пожеж з незапам'ятних часів. Для гасіння уживалися як господарські дерев'яні відра, так і шкіряні, полотняні.

## Конічні відра
Пожежні відра конічної форми традиційно уживаються у пострадянських країнах. Вони виготовляються із тонколистового металу або пластику, фарбуються у червоний колір. Місткість 7 — 8 літрів, маса металевого відра близько 1 кілограма.

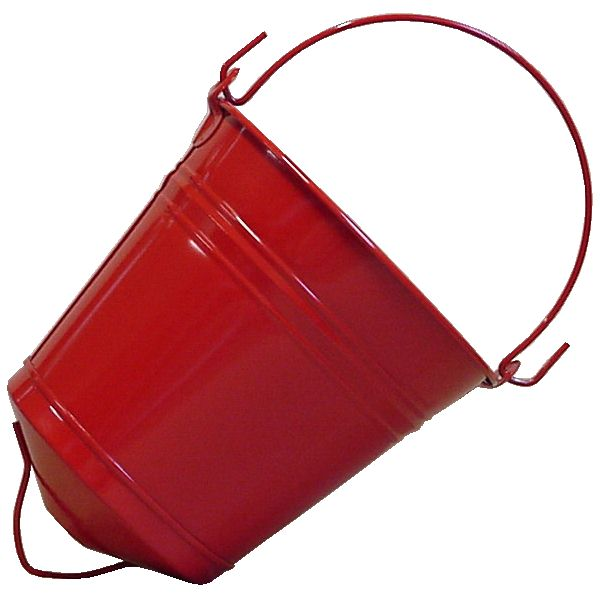
Відро з дужкою знизу.

Існує чимало припущень щодо того, чому для пожежних відер обрана саме конусоподібна форма:
1. Пожежні відра походять від корабельних, які робилися з парусини, згорнутої конусом.
2. Конусне відро більш живуче за звичайне, стійкіше до деформацій.
3. Конус швидше занурюється у воду.
4. Вода при носінні розплескується менше.
5. Конусне відро простіше у виготовленні та дешевше.
6. Конус дозволяє черпати не тільки воду, але й пісок, сніг тощо.
7. Вода, виплеснута з конусного відра, влучає у ціль точніше і виплескується на більшу відстань. Крім того, конусне відро зручніше тримати двома руками при прицільному виплескуванні води на велику відстань, особливо у захисних рукавицях. Також з цією метою використовуються відра з дужкою знизу (на ілюстрації).
8. Конічне відро є непрактичним для господарського ужитку, що зменшує ризик крадіжки та виключає можливість його нецільового використовування працівниками (через що воно може не опинитися на щиті в екстремальній ситуації). Припускається, що півкулясте дно або дужка знизу також можуть мати і таке призначення[2].
9. Гострий кінець зручний для розбивання взимку льодової кірки на пожежній бочці.

Конусні відра можуть використовуватися і для закидання вогню піском, але зручніше для цього використовувати совкову або штикову лопату.

## Відра традиційної форми
Для обладнання пожежних щитів можна використовувати, поряд з відрами-конусами, і відра традиційної форми — у вигляді зрізаного конуса. Деякі зразки таких відер мають напівкулясте дно або дужку знизу (round-bottomed bucket), щодо призначення яких існують аналогічні припущення як і щодо конічного відра.

## Відра незвичайної форми
Для гасіння пожеж також використовувалися[де?][коли?] спеціальні пожежні відра незвичайної форми: у вигляді звуженого догори конуса або піраміди з отвором на кінці. Вузький кінець слугував своєрідним «брандспойтом», завдяки чому струмінь води влучав у ціль точніше.

## Галерея

Різномаїття пожежних відер
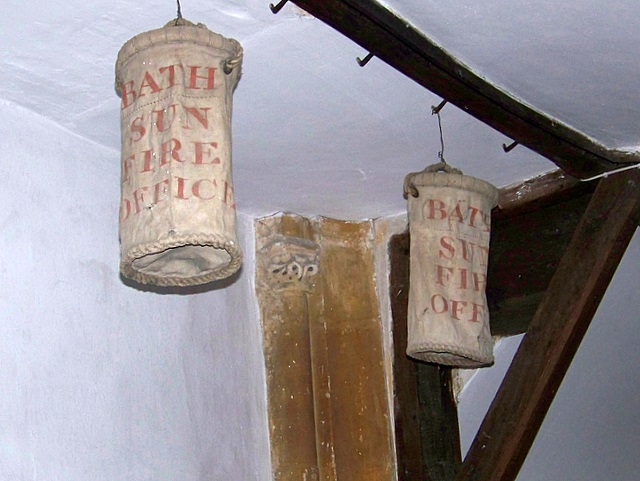
Полотняні пожежні відра початку XIX ст. Велика Британія
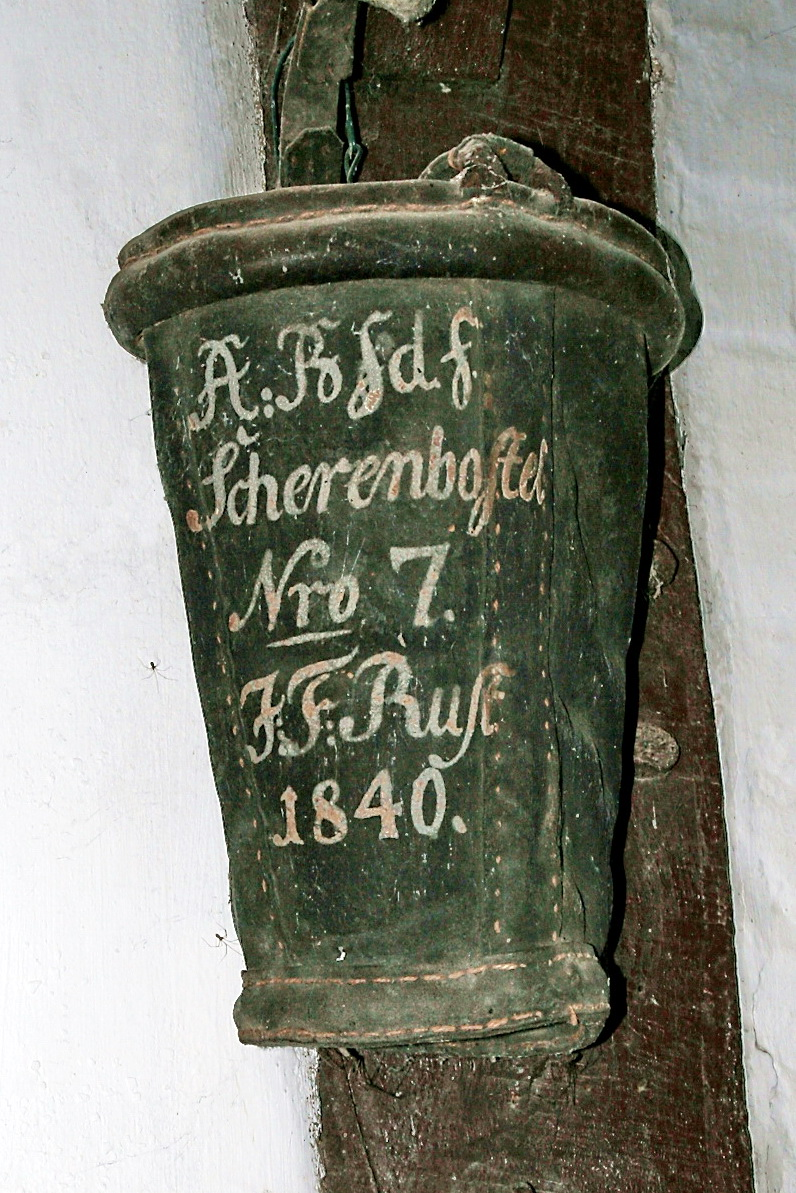
Шкіряне пожежне відро
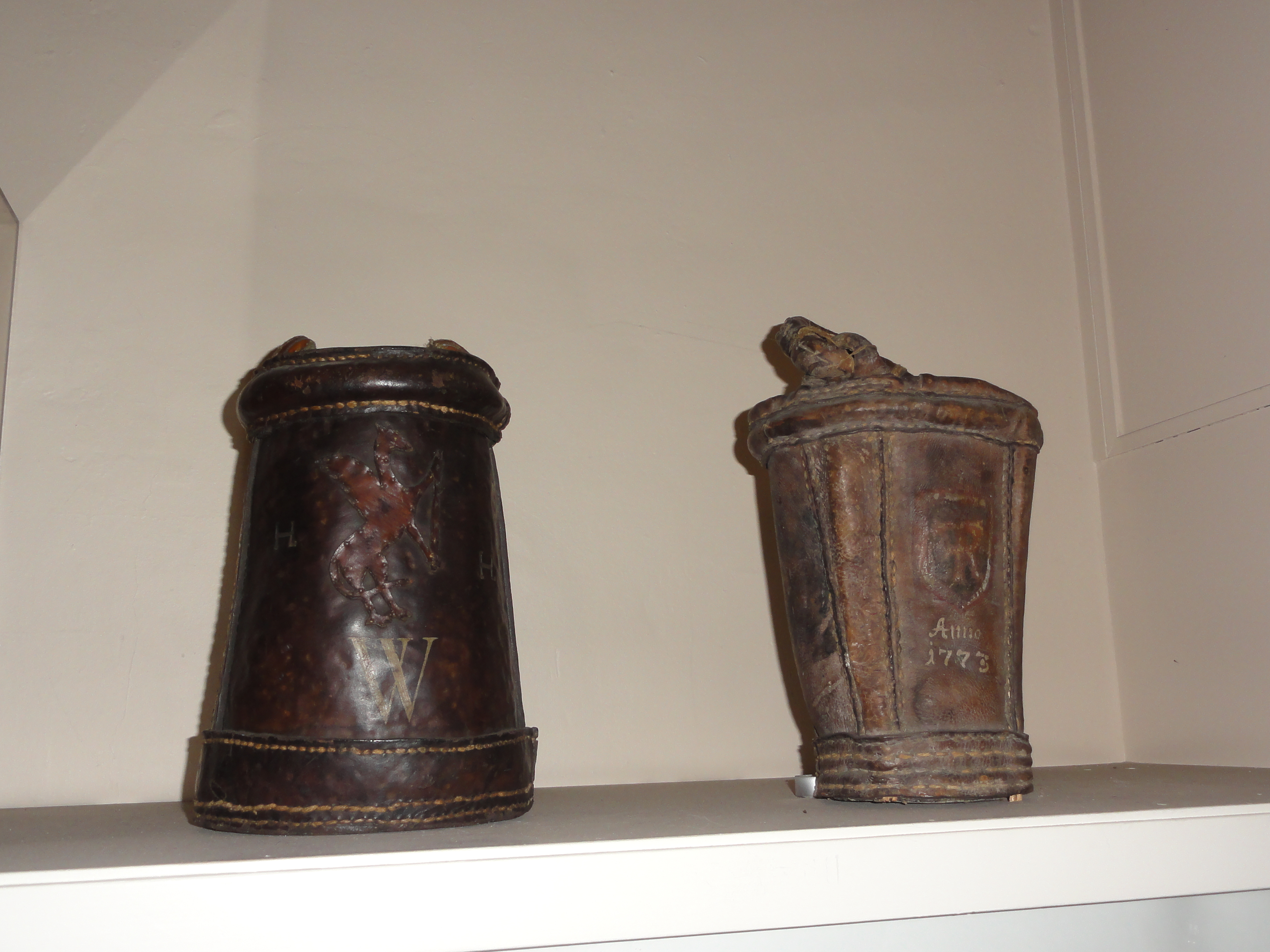
Шкіряні пожежні відра, Швейцарія
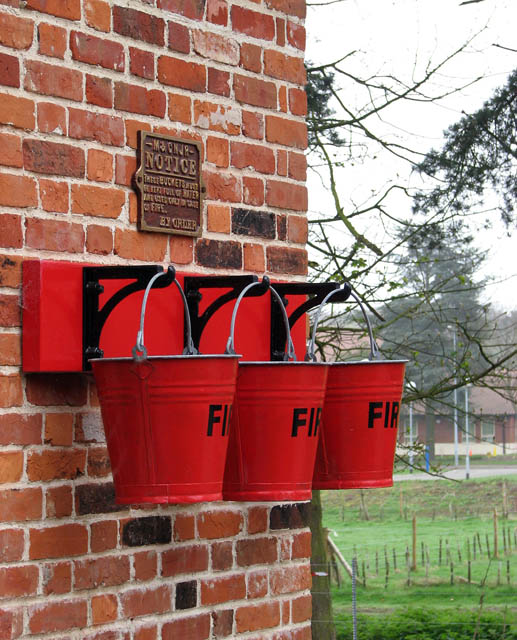
Пожежні відра на залізничній станції, Велика Британія
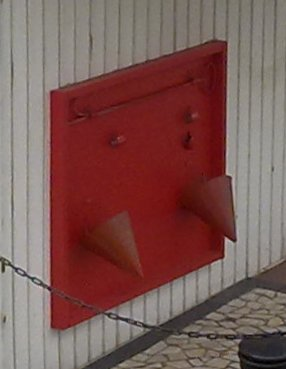
Конусні пожежні відра на пожежному щиті, Росія
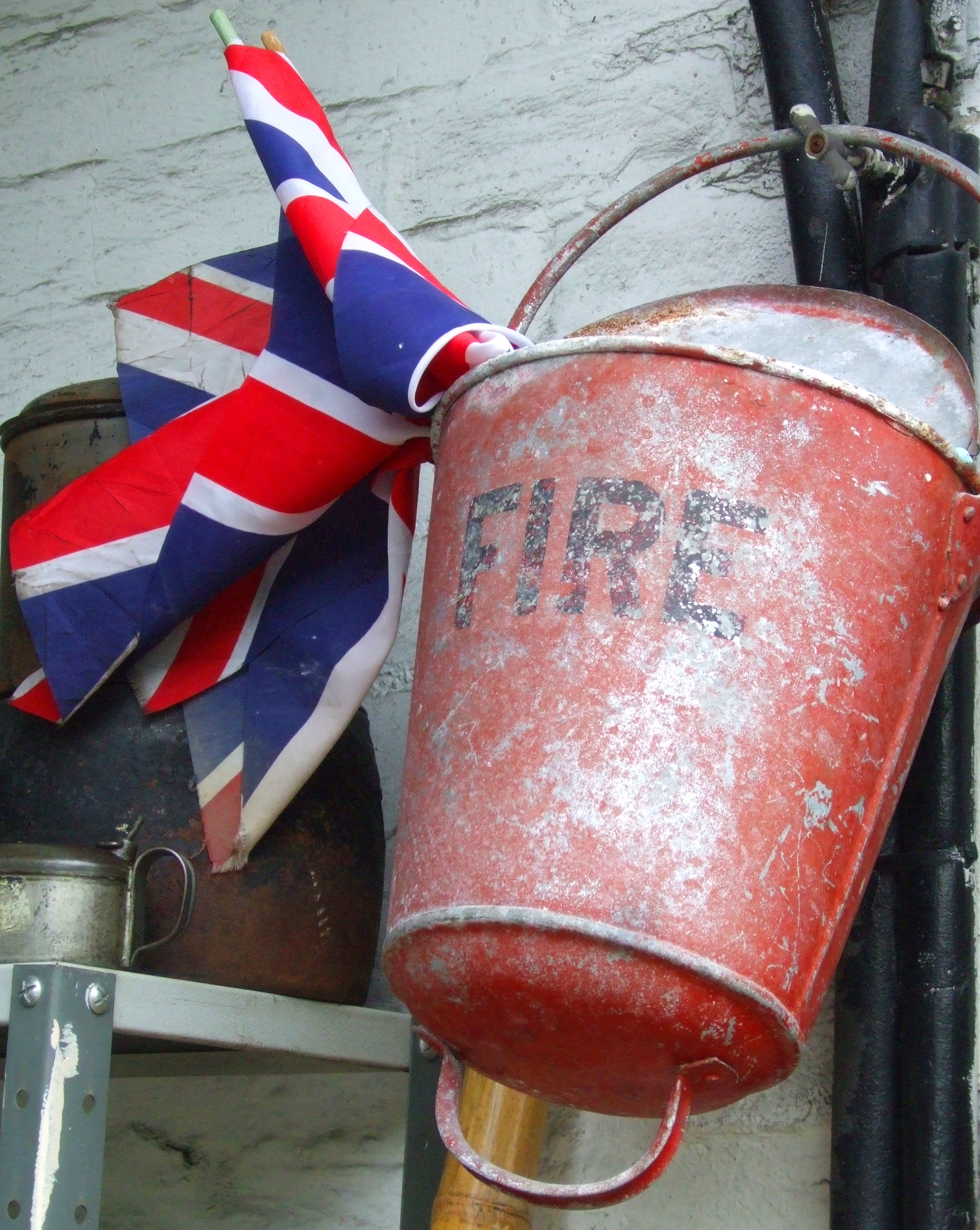
Пожежне відро з дужкою знизу, Велика Британія
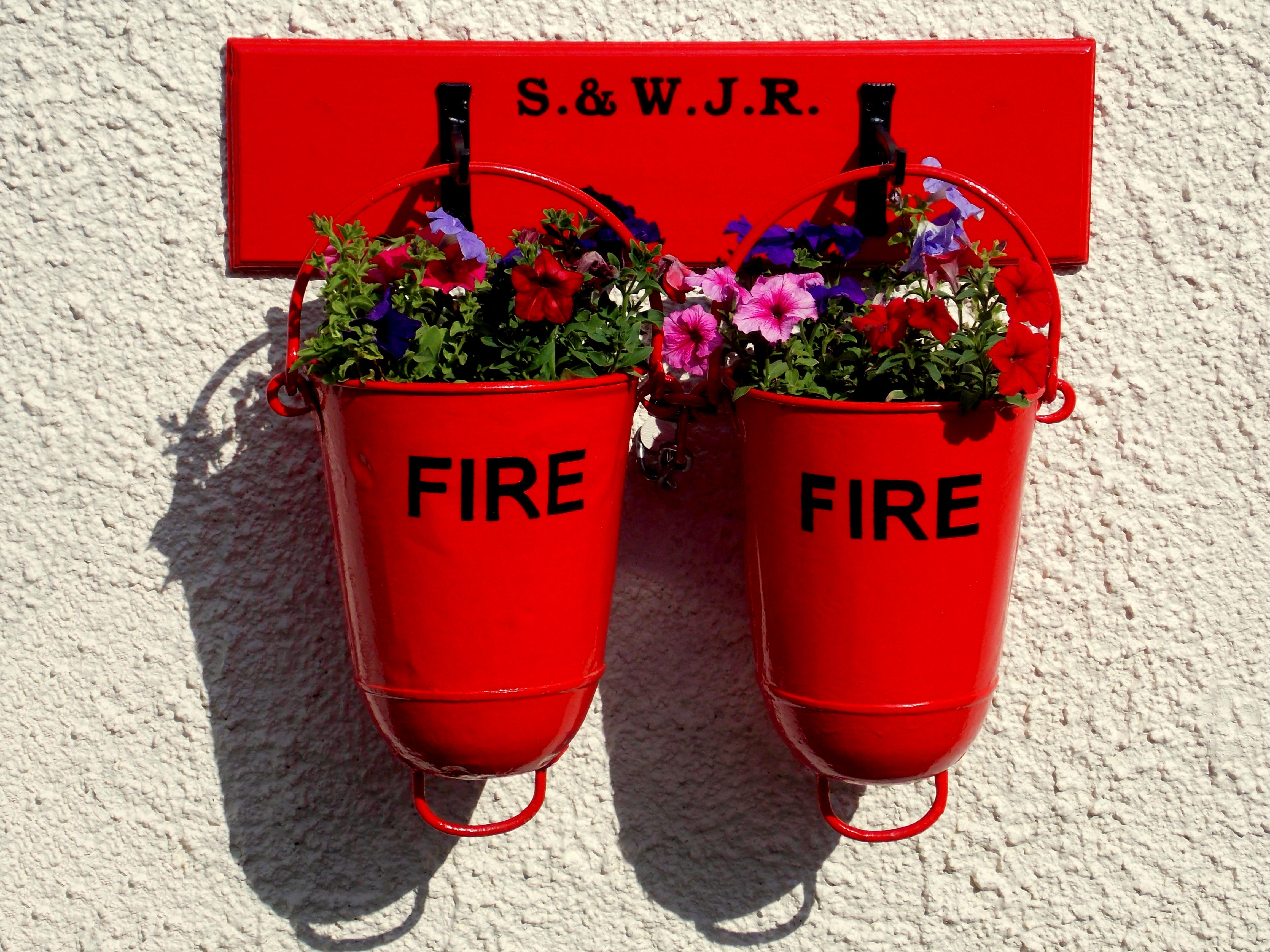
Пожежні відра з дужками знизу замість вазонів